# Вулиця Стуса (Бучач)
Вулиця Василя Стуса — одна з вулиць старої частини міста Бучач Тернопільської області України. Названа на честь Василя Стуса — українського поета, прозаїка, правозахисника, перекладача, літературознавця, жертви комуністичних репресій.

## Розташування
Розташована між вулицями Галицькою та Підгаєцькою. Розпочинається від правого парного боку вулиці Галицької, йде зигзагоподібно. Довжина вулиці — 650 м.
Входить до складу міського виборчого округу № 10.

## Забудова
Представлена в основному 1-2-поверховими будинками австрійського, польського та радянського періодів. На непарному боці є радянська 5-поверхівка (Стуса, 13).

## Пам'ятки архітектури
Біля перехрестя з вул. Хмельницького є придорожня статуя Богородиці роботи Йогана-Георга Пінзеля.

## Світлини

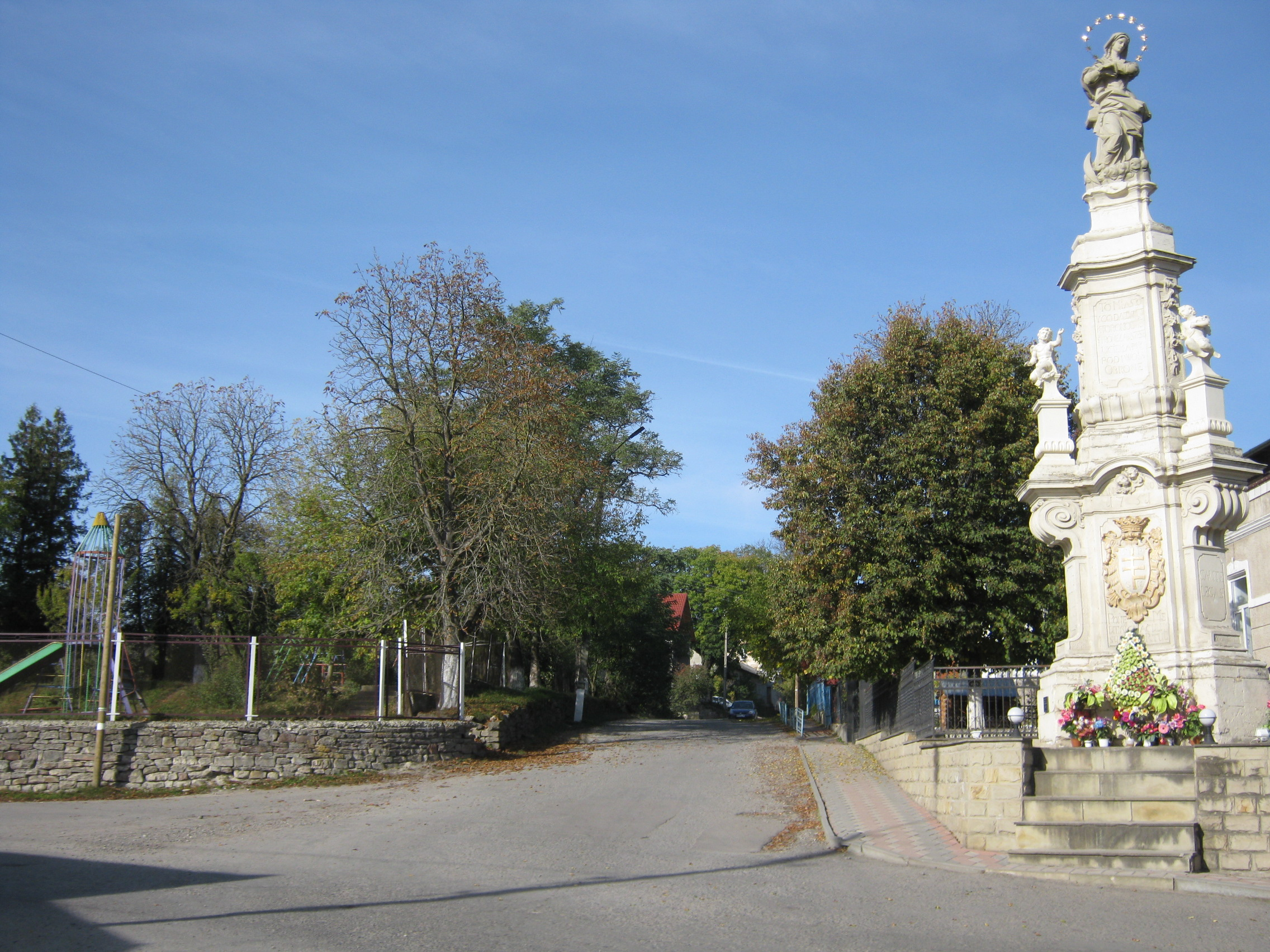
Скульптура Богородиці
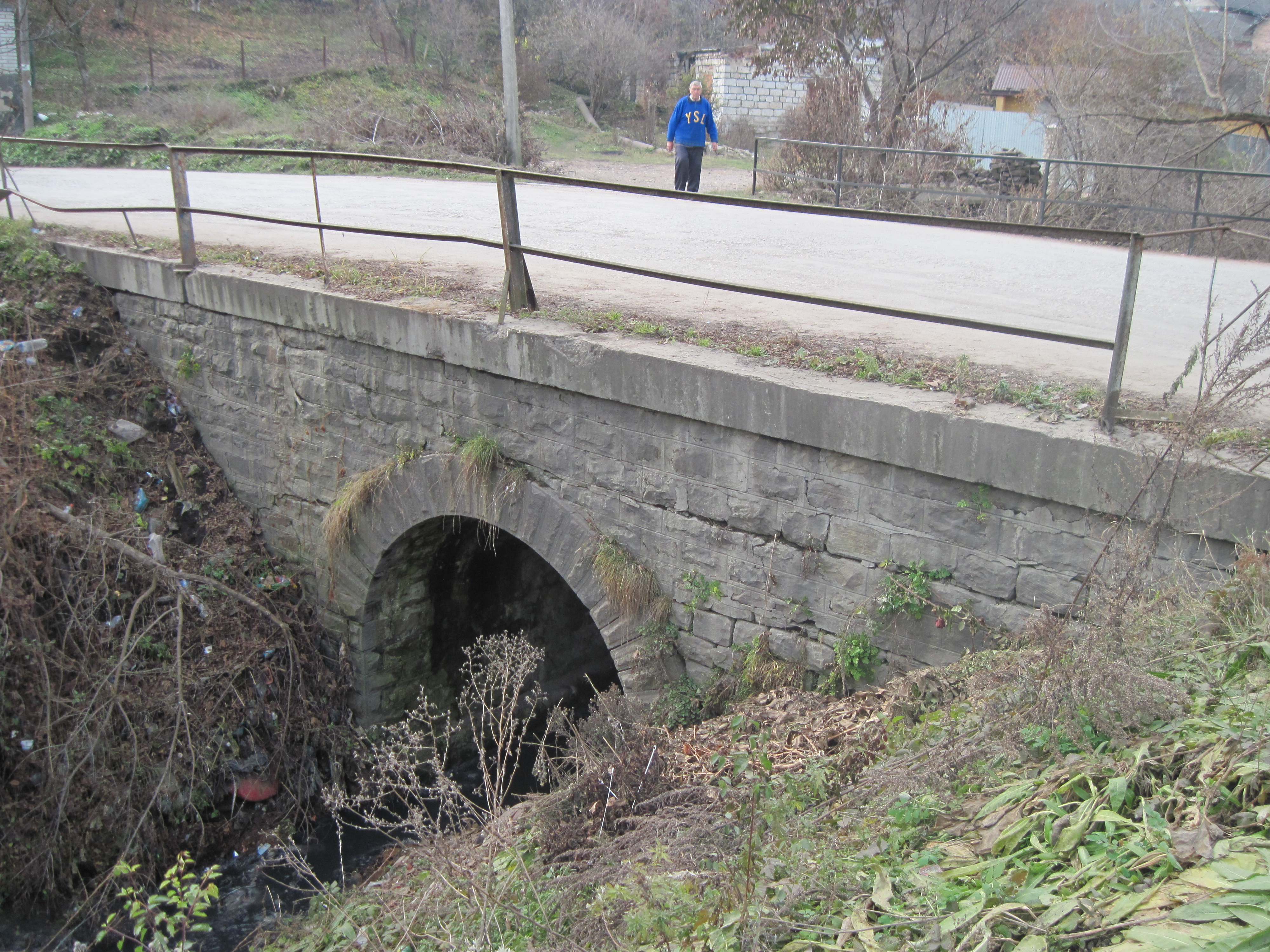
«австрійський» міст